# Polygonatum filipes
Polygonatum filipes là một loài thực vật có hoa trong họ Măng tây. Loài này được Merr. ex C.Jeffrey & McEwan miêu tả khoa học đầu tiên năm 1980.